# リューシディケー
リューシディケー（古希: Λυσιδίκη, Lȳsidikē）は、ギリシア神話の女性。長母音を省略してリュシディケとも表記される。
- ペロプスの娘（以下に説明）。
- テスピオスの50人の娘の1人[1]。

リューシディケーは、（Λυσιδίκη, Lȳsidikē）は、ギリシア神話の女性である。エーリスの王ペロプスとヒッポダメイアの娘で、ピッテウス、アトレウス、テュエステース、アステュダメイア、ニーキッペーと兄弟。
ミュケーナイの王ペルセウスの子メーストールの妻となり、ヒッポトエーを生んだ。ヒッポトエーはポセイドーンとの間にタピオスを生んだ。タピオスはタポスの創建者。
一説によれば、リューシディケーはアルカイオスの妻で、アムピトリュオーンの母とされる。またアルクメーネーの母という説もある。